# ویرجینو پیتزالی
ویرجینو پیتزالی (ایتالیایی: Virginio Pizzali؛ زادهٔ ۲۸ دسامبر ۱۹۳۴) دوچرخه‌سوار اهل ایتالیا است.
وی در مسابقات کشوری و بین‌المللی در مجموع برندهٔ ۱ مدال طلا شده‌است.